# 上海元代水闸遗址博物馆

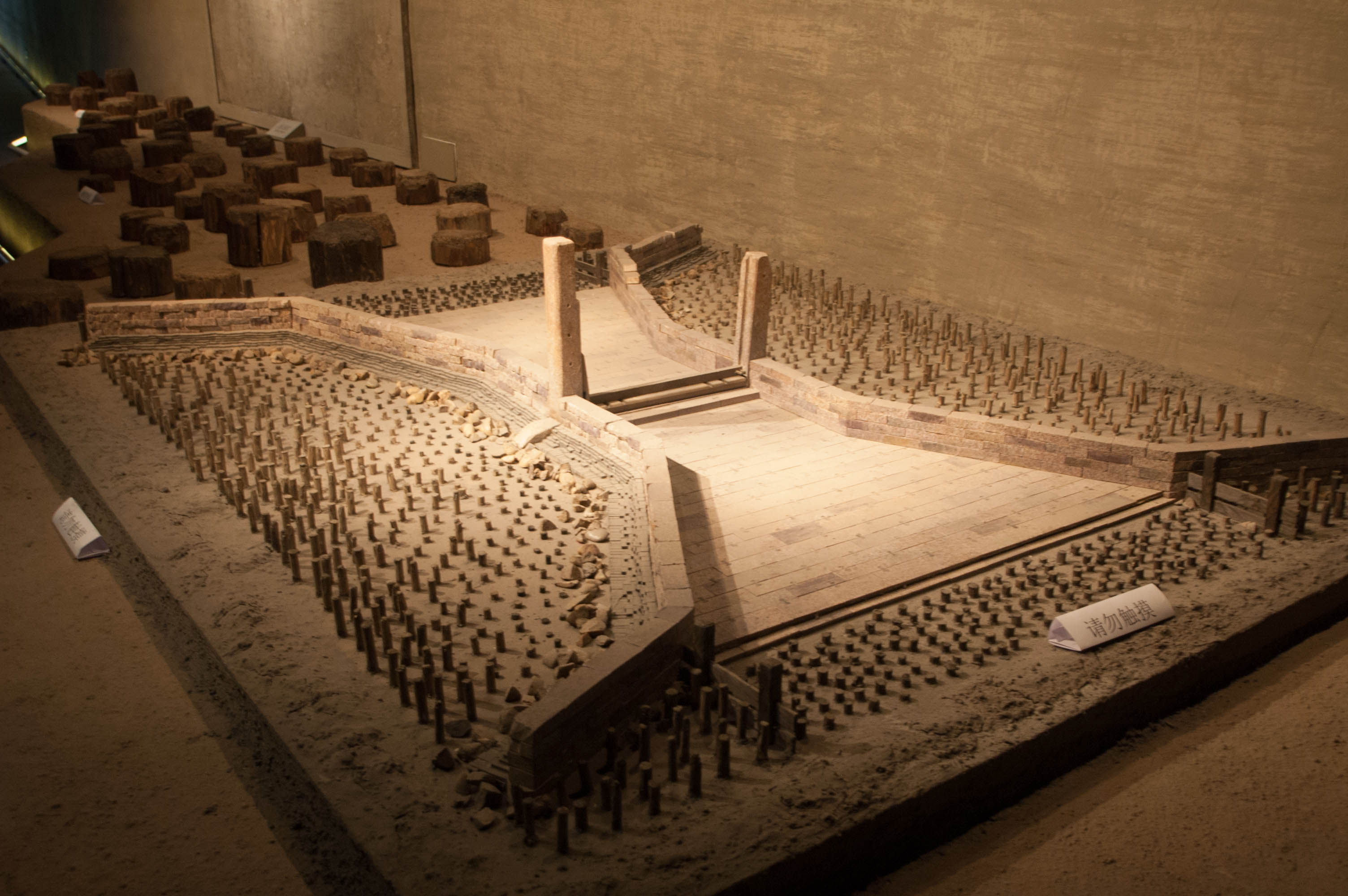
上海元代水闸模型

上海元代水闸遗址博物馆是一座位于中国上海市普陀区的专题性博物馆，也是上海首个水闸遗址博物馆。博物馆位于延长西路志丹路路口，在水闸遗址上建造，建筑面积2300平方米。该博物馆所包含的元代水闸遗址位于志丹路、延长西路交界处地表以下7—12米深处，总占地面积约1500平方米，是目前国内已考古发掘出的规模最大、做工最好、保存最完整的元代水闸。

## 历史
2002年9月5日，在位于延长西路、志丹路路口的志丹苑建造住宅楼时发现元代水闸遗址，占地规模为1350平方米，有青石构成的石闸。
2006年，被评选为全国十大考古新发现之一。
2009年11月3日，上海元代水闸遗址博物馆建设工程正式开工。
2012年12月31日，正式开馆并对外开放。
2013年3月5日，志丹苑元代水闸遗址被国务院公布为第七批全国重点文物保护单位。

## 参观信息
该场馆由上海历史博物馆管理：
- 开放时间：周二至周日9:00-16:30（16:00停止检票）。观众可凭有效证件领票免费参观，团体参观需提前预约。[4]